# Едуард Хичман
Едуард Хичман (на немски: Edward E. Hitschmann) е австрийски психоаналитик, лекар и пионер на психоанализата, автор и ученик на Зигмунд Фройд.

## Биография
Роден е на 28 юли 1871 година във Виена, Австрия. Той е син на банкер и внук на лекар. Учи във Виенското медицинско училище, където получава степента си през 1895 и започва да практикува вътрешна медицина. През 1905 Пол Федерн го довежда в обществото на срядата. Оттогава той е всеизвестен лекар, който работи като личен лекар на семейството на Фройд.
През 1919 г. той и Карл Абрахам се присъединяват към редакторския колектив на Международният журнал за психоанализа и спомагат за изхвърлянето на термина „медицински“ от името и така той придобива днешното си име. През 1922 Едуард Хичман и Хелене Дойч, с помощта на Пол Федерн основават амбулатория към Виенското психоаналитично общество. Хичман е назначен за директор, а Вилхелм Райх става негов заместник. През 1932 той е заменен от Едуард Бибринг на поста директор.
Хичман напуска Германия заради нацистите през 1938 г. и търси убежище в Лондон. През 1944 емигрира в Бостън, където работи като обучаващ аналитик до смъртта си на 31 юли 1957 година.